# Miami Open 2010 - Qualificazioni singolare femminile
Le qualificazioni del singolare femminile del Miami Open 2010 sono state un torneo di tennis preliminare per accedere alla fase finale della manifestazione. I vincitori dell'ultimo turno sono entrati di diritto nel tabellone principale. In caso di ritiro di uno o più giocatori aventi diritto a questi sono subentrati i lucky loser, ossia i giocatori che hanno perso nell'ultimo turno ma che avevano una classifica più alta rispetto agli altri partecipanti che avevano comunque perso nel turno finale.
Le qualificazioni del Sony Ericsson Open  2010 prevedevano 48 partecipanti di cui 12 sono entrati nel tabellone principale.

## Teste di serie
1. Anastasija Sevastova (ultimo turno)
2. Elena Baltacha (Qualificata)
3. Angelique Kerber (ultimo turno)
4. Regina Kulikova (Qualificata)
5. Tamarine Tanasugarn (ultimo turno)
6. Kirsten Flipkens (ultimo turno)
7. Sofia Arvidsson (Qualificata)
8. Ayumi Morita (Qualificata)
9. Kai-Chen Chang (primo turno)
10. Anastasija Rodionova (Qualificata)
11. Karolina Šprem (ultimo turno)
12. Yvonne Meusburger (primo turno)

1. Mariana Duque-Marino (ultimo turno)
2. Yung-Jan Chan (ultimo turno)
3. Cvetana Pironkova (primo turno)
4. Kathrin Wörle (primo turno)
5. Katie O'brien (ultimo turno)
6. Rosana De Los Rios (ultimo turno)
7. Casey Dellacqua (primo turno)
8. CoCo Vandeweghe (primo turno)
9. Bethanie Mattek-Sands (primo turno)
10. Varvara Lepchenko (Qualificata)
11. Marija Korytceva (Qualificata)
12. Pauline Parmentier (Qualificata)

## Qualificati
1. Varvara Lepchenko
2. Elena Baltacha
3. Bethanie Mattek-Sands
4. Regina Kulikova
5. Pauline Parmentier
6. Marija Korytceva

1. Sofia Arvidsson
2. Ayumi Morita
3. Casey Dellacqua
4. Anastasija Rodionova
5. Cvetana Pironkova
6. Michaëlla Krajicek

## Tabellone

### Legenda
| - Q = Qualificato - WC = Wild card - LL = Lucky loser | - ALT = Alternate - SE = Special Exempt - PR = Protected Ranking | - w/o = Walkover - r = Ritirato - d = Squalificato |

### Sezione 1
|  | Primo turno | Primo turno     | Primo turno | Primo turno | Primo turno |  |  | Ultimo turno | Ultimo turno | Ultimo turno | Ultimo turno | Ultimo turno |  |
|  |             |                 |             |             |             |  |  |              |              |              |              |              |  |
|  | 1           | A Sevastova     | 6           | 3           | 6           |  |  |              |              |              |              |              |  |
|  |             | Edina Gallovits | 3           | 6           | 4           |  |  | 1            | A Sevastova  | A Sevastova  | 1            | 0r           |  |
|  | 22          | V Lepchenko     | V Lepchenko | 6           | 6           |  |  | 22           | V Lepchenko  | V Lepchenko  | 6            | 3            |  |
|  |             | N Jakimava      | N Jakimava  | 3           | 1           |  |  |              |              |              |              |              |  |

### Sezione 2
|  | Primo turno | Primo turno     | Primo turno     | Primo turno | Primo turno |  |  | Ultimo turno | Ultimo turno   | Ultimo turno   | Ultimo turno | Ultimo turno |  |
|  |             |                 |                 |             |             |  |  |              |                |                |              |              |  |
|  | 2           | Elena Baltacha  | Elena Baltacha  | 6           | 6           |  |  |              |                |                |              |              |  |
|  |             | Julie Ditty     | Julie Ditty     | 4           | 4           |  |  | 2            | Elena Baltacha | Elena Baltacha | 6            | 7            |  |
|  | 14          | Yung-Jan Chan   | Yung-Jan Chan   | 6           | 6           |  |  | 14           | Yung-Jan Chan  | Yung-Jan Chan  | 4            | 6            |  |
|  |             | Sloane Stephens | Sloane Stephens | 1           | 2           |  |  |              |                |                |              |              |  |

### Sezione 3
|  | Primo turno | Primo turno      | Primo turno      | Primo turno | Primo turno |  |  | Ultimo turno | Ultimo turno     | Ultimo turno     | Ultimo turno | Ultimo turno |  |
|  |             |                  |                  |             |             |  |  |              |                  |                  |              |              |  |
|  | 3           | Angelique Kerber | Angelique Kerber | 6           | 6           |  |  |              |                  |                  |              |              |  |
|  |             | Vesna Manasieva  | Vesna Manasieva  | 2           | 3           |  |  | 3            | Angelique Kerber | Angelique Kerber | 4            | 0            |  |
|  |             | B Mattek-Sands   | B Mattek-Sands   | 6           | 6           |  |  |              | B Mattek-Sands   | B Mattek-Sands   | 6            | 6            |  |
|  | 21          | Evgenija Rodina  | Evgenija Rodina  | 2           | 1           |  |  |              |                  |                  |              |              |  |

### Sezione 4
|  | Primo turno | Primo turno     | Primo turno     | Primo turno | Primo turno |  |  | Ultimo turno | Ultimo turno    | Ultimo turno    | Ultimo turno | Ultimo turno |  |
|  |             |                 |                 |             |             |  |  |              |                 |                 |              |              |  |
|  | 4           | Regina Kulikova | Regina Kulikova | 6           | 6           |  |  |              |                 |                 |              |              |  |
|  |             | Sharon Fichman  | Sharon Fichman  | 0           | 1           |  |  | 4            | Regina Kulikova | Regina Kulikova | 6            | 6            |  |
|  |             | Kathrin Wörle   | 4               | 6           | 6           |  |  |              | Kathrin Wörle   | Kathrin Wörle   | 1            | 1            |  |
|  | 16          | V Kutuzova      | 6               | 4           | 0           |  |  |              |                 |                 |              |              |  |

### Sezione 5
|  | Primo turno | Primo turno    | Primo turno | Primo turno | Primo turno |  |  | Ultimo turno | Ultimo turno | Ultimo turno | Ultimo turno | Ultimo turno |  |
|  |             |                |             |             |             |  |  |              |              |              |              |              |  |
|  | 5           | T Tanasugarn   | 3           | 7           | 6           |  |  |              |              |              |              |              |  |
|  |             | M Zec Peškirič | 6           | 5           | 2           |  |  | 5            | T Tanasugarn | T Tanasugarn | 3            | 2            |  |
|  | 24          | P Parmentier   | 2           | 6           | 6           |  |  | 24           | P Parmentier | P Parmentier | 6            | 6            |  |
|  |             | Lauren Davis   | 6           | 0           | 0           |  |  |              |              |              |              |              |  |

### Sezione 6
|  | Primo turno | Primo turno      | Primo turno | Primo turno | Primo turno |  |  | Ultimo turno | Ultimo turno     | Ultimo turno     | Ultimo turno | Ultimo turno |  |
|  |             |                  |             |             |             |  |  |              |                  |                  |              |              |  |
|  | 6           | Kirsten Flipkens | 3           | 6           | 6           |  |  |              |                  |                  |              |              |  |
|  |             | Lilia Osterloh   | 6           | 3           | 2           |  |  | 6            | Kirsten Flipkens | Kirsten Flipkens | 3            | 1            |  |
|  | 23          | M Korytceva      | 4           | 6           | 6           |  |  | 23           | M Korytceva      | M Korytceva      | 6            | 6            |  |
|  |             | V Tétreault      | 6           | 3           | 1           |  |  |              |                  |                  |              |              |  |

### Sezione 7
|  | Primo turno | Primo turno     | Primo turno     | Primo turno | Primo turno |  |  | Ultimo turno | Ultimo turno    | Ultimo turno    | Ultimo turno | Ultimo turno |  |
|  |             |                 |                 |             |             |  |  |              |                 |                 |              |              |  |
|  | 7           | Sofia Arvidsson | 4               | 6           | 6           |  |  |              |                 |                 |              |              |  |
|  |             | E Byčkova       | 6               | 1           | 3           |  |  | 7            | Sofia Arvidsson | Sofia Arvidsson | 6            | 7            |  |
|  |             | CoCo Vandeweghe | CoCo Vandeweghe | 6           | 6           |  |  |              | CoCo Vandeweghe | CoCo Vandeweghe | 2            | 5            |  |
|  | 20          | M-E Camerin     | M-E Camerin     | 1           | 3           |  |  |              |                 |                 |              |              |  |

### Sezione 8
|  | Primo turno | Primo turno      | Primo turno      | Primo turno | Primo turno |  |  | Ultimo turno | Ultimo turno   | Ultimo turno   | Ultimo turno | Ultimo turno |  |
|  |             |                  |                  |             |             |  |  |              |                |                |              |              |  |
|  | 8           | Ayumi Morita     | Ayumi Morita     | 6           | 6           |  |  |              |                |                |              |              |  |
|  |             | Kristína Kučová  | Kristína Kučová  | 2           | 0           |  |  | 8            | Ayumi Morita   | Ayumi Morita   | 6            | 7            |  |
|  | 13          | M Duque-Marino   | M Duque-Marino   | 6           | 6           |  |  | 13           | M Duque-Marino | M Duque-Marino | 2            | 5            |  |
|  |             | Stéphanie Dubois | Stéphanie Dubois | 2           | 3           |  |  |              |                |                |              |              |  |

### Sezione 9
|  | Primo turno | Primo turno     | Primo turno    | Primo turno | Primo turno |  |  | Ultimo turno    | Ultimo turno    | Ultimo turno    | Ultimo turno | Ultimo turno |  |
|  |             |                 |                |             |             |  |  |                 |                 |                 |              |              |  |
|  |             | Dar'ja Kustova  | Dar'ja Kustova | 6           | 6           |  |  |                 |                 |                 |              |              |  |
|  | 9           | Kai-Chen Chang  | Kai-Chen Chang | 4           | 4           |  |  | Dar'ja Kustova  | Dar'ja Kustova  | Dar'ja Kustova  | 2            | 2            |  |
|  |             | Casey Dellacqua | 7              | 5           | 6           |  |  | Casey Dellacqua | Casey Dellacqua | Casey Dellacqua | 6            | 6            |  |
|  | 19          | Shenay Perry    | 5              | 7           | 3           |  |  |                 |                 |                 |              |              |  |

### Sezione 10
|  | Primo turno | Primo turno     | Primo turno | Primo turno | Primo turno |  |  | Ultimo turno | Ultimo turno  | Ultimo turno | Ultimo turno | Ultimo turno |  |
|  |             |                 |             |             |             |  |  |              |               |              |              |              |  |
|  | 10          | A Rodionova     | 3           | 6           | 6           |  |  |              |               |              |              |              |  |
|  |             | Renata Voráčová | 6           | 1           | 4           |  |  | 10           | A Rodionova   | 4            | 6            | 6            |  |
|  | 18          | R De Los Rios   | 2           | 6           | 6           |  |  | 18           | R De Los Rios | 6            | 4            | 1            |  |
|  |             | Beatrice Capra  | 6           | 4           | 0           |  |  |              |               |              |              |              |  |

### Sezione 11
|  | Primo turno | Primo turno      | Primo turno    | Primo turno | Primo turno |  |  | Ultimo turno | Ultimo turno   | Ultimo turno   | Ultimo turno | Ultimo turno |  |
|  |             |                  |                |             |             |  |  |              |                |                |              |              |  |
|  | 11          | Karolina Šprem   | 6              | 3           | 6           |  |  |              |                |                |              |              |  |
|  |             | Viktorija Tomova | 1              | 6           | 3           |  |  | 11           | Karolina Šprem | Karolina Šprem | 63           | 1            |  |
|  |             | C Pironkova      | C Pironkova    | 6           | 6           |  |  |              | C Pironkova    | C Pironkova    | 7            | 6            |  |
|  | 15          | A Amanmuradova   | A Amanmuradova | 2           | 2           |  |  |              |                |                |              |              |  |

### Sezione 12
|  | Primo turno | Primo turno      | Primo turno  | Primo turno | Primo turno |  |  | Ultimo turno | Ultimo turno  | Ultimo turno  | Ultimo turno | Ultimo turno |  |
|  |             |                  |              |             |             |  |  |              |               |               |              |              |  |
|  |             | M Krajicek       | M Krajicek   | 6           | 6           |  |  |              |               |               |              |              |  |
|  | 12          | Y Meusburger     | Y Meusburger | 3           | 2           |  |  |              | M Krajicek    | M Krajicek    | 6            | 6            |  |
|  | 17          | Katie O'brien    | 3            | 6           | 6           |  |  | 17           | Katie O'brien | Katie O'brien | 4            | 2            |  |
|  |             | Christina McHale | 6            | 2           | 3           |  |  |              |               |               |              |              |  |